# Tolbooth (Kirkcudbright)

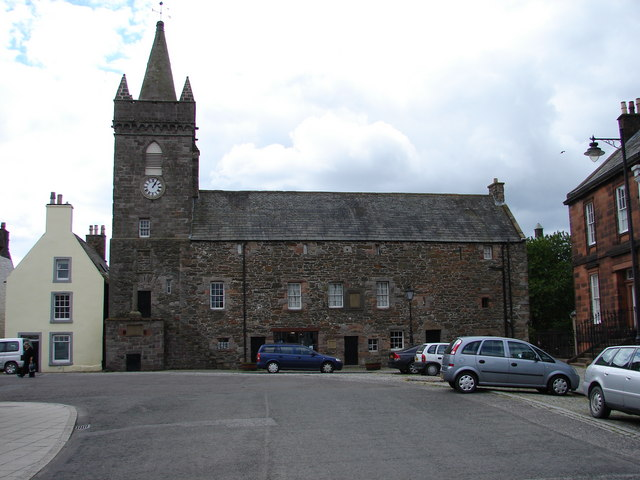
Tolbooth von Kirkcudbright

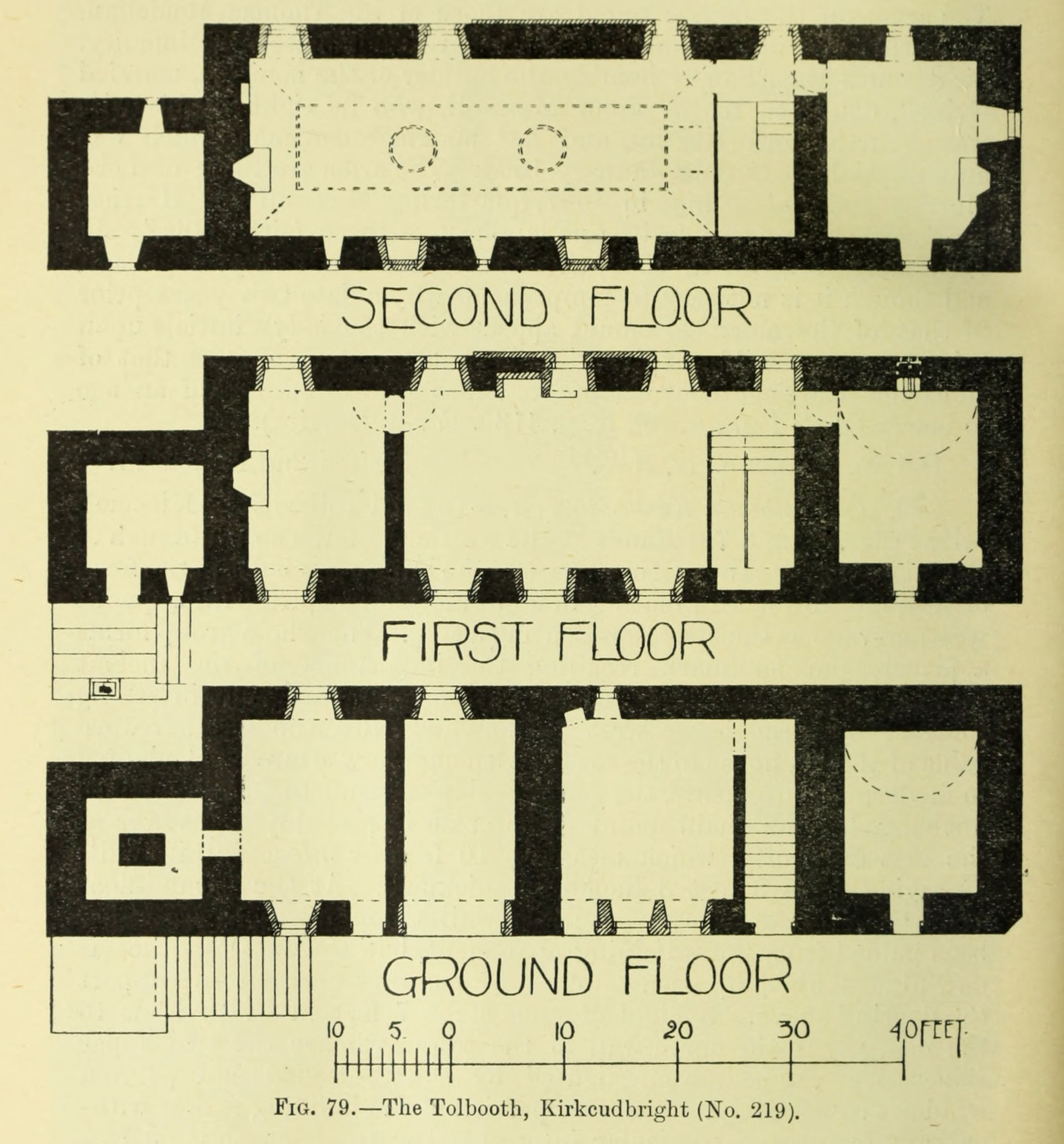
Grundrissplan

Die ehemalige Tolbooth von Kirkcudbright befindet sich im Zentrum der schottischen Kleinstadt Kirkcudbright in der Council Area Dumfries and Galloway. 1971 wurde das Bauwerk in die schottischen Denkmallisten in der höchsten Denkmalkategorie A aufgenommen.

## Beschreibung
Die Tolbooth geht auf ein Vorgängerbauwerk zurück, dass 1570 abgebrochen wurde. Mit dem Bau des heutigen Gebäudes wurde kurz nach 1580 begonnen. Es liegt an der High Street unweit des Tower House MacLellan’s Castle. Die Tolbooth wurde im Laufe der Jahrhunderte dreimal überarbeitet, 1591, 1625 und 1751. Das Mauerwerk des dreistöckigen Gebäudes besteht aus Bruchstein, wobei Öffnungen teils mit rotem Sandstein ausgemauert sind. An der Ostseite schließt es mit einem Turm. Die nordexponierte Fassade entlang der High Street ist asymmetrisch gestaltet. Die unregelmäßig angeordneten Fenster von unterschiedlicher Größe spiegeln die verschiedenen Bauphasen wider. Eine mittig angeordnete Öffnung mit Segmentbogen wurde zwischenzeitlich mit Mauerwerk verschlossen. Darüber ist eine Plakette mit der Inschrift „Royal Burgh of Kircudbrightshire 1455–1755“ eingelassen. Die Schlitzfenster unterhalb des Daches gehen auf die Verwendung des zweiten Obergeschosses als Gefängnis zurück.
Der abschließende Turm an der Ostseite entstand in mehreren Bauphasen, unter anderem 1625 und 1751. Er weist eine quadratische Grundfläche mit einer Kantenlänge von 4,7 m bei einer Höhe von 19,8 m auf. Das Mauerwerk ist 1,2 m mächtig. Der Turm ist über ein Eingangsportal im ersten Obergeschoss zugänglich, zu dem eine Vortreppe hinaufführt. Das Portal schloss einst mit einem Segmentbogen, der heute jedoch, ebenso wie ein darüberliegendes Fenster, mit Mauerwerk verfüllt ist. Im zweiten Abschnitt befinden sich eine Turmuhr sowie eine spitzbögige Öffnung. Darauf sitzt eine umlaufende auskragende Bewehrung mit Maschikuli und schlichten, pyramidenförmigen Spitzen an den Ecken. Der aufsitzende kegelförmige Helm schließt mit einer Wetterfahne. Diese ist als Schiff gestaltet und erinnert an die Schlacht von Trafalgar. Eine im Inneren aufgehängte Glocke trägt die Inschrift „Deo Gloria Michael burgerhoys me fecit 1646“.